# Донал Раян
Донал Раян (нар. 1976) — сучасний ірландський письменник, автор романів та оповідань. Усі його романи стали бестселерами номер один в Ірландії.

## Біографія
Донал Раян народився 1976 року поблизу ірландського міста Ніна у графстві Північний Тіпперері. Здобув юридичну освіту в Лімерикському університеті. Тепер читає лекції з письменницької майстерності в цьому університеті. До квітня 2014 року працював юристом з питань працевлаштування в Управлінні зайнятості Ірландії. Проживає неподалік від Лімерика разом з дружиною і двома дітьми.

За свою творчість здобув чимало різних нагород, зокрема премію газети The Guardian (2013) за найкращий дебютний роман — «Серце на шарнірі» (англ. The Spinning Heart). За цей роман був номінований на Букерівську премію (2012) і став лауреатом Ірландської книжкової премії у двох номінаціях. У 2015 році «Серце на шарнірі» відзначено Літературною премією Європейського Союзу, цей роман також став переможцем Дублінського книжкового фестивалю у 2016 році в номінації Ірландська книга десятиліття. У вересні 2021 року Донал Раян став першим ірландським письменником, який отримав премію Жана-Моне з європейської літератури.
Книги Раяна перекладено більш ніж двадцятьма мовами. 2020 року роман «Серце на шарнірі» вийшов українською мовою у видавництві «Астролябія» у перекладі Ольги Демиденко.

## Зовнішні посилання
1. https://www.youtube.com/watch?v=QGg9vySo4gQ [Архівовано 14 березня 2022 у Wayback Machine.]
2. https://www.youtube.com/watch?v=qkI1PrjBy70 [Архівовано 14 березня 2022 у Wayback Machine.]
3. https://tyzhden.ua/Culture/253614 [Архівовано 28 березня 2022 у Wayback Machine.]
4. https://blog.astrolabium.com.ua/post/660567922433032192/ [Архівовано 7 квітня 2022 у Wayback Machine.]
5. https://blog.astrolabium.com.ua/post/676883691414470656 [Архівовано 14 березня 2022 у Wayback Machine.]
6. http://bukvoid.com.ua/column/2021/03/11/161044.html [Архівовано 7 квітня 2022 у Wayback Machine.]
7. "Серце на шарнірі", 2020 [Архівовано 10 травня 2021 у Wayback Machine.]